# Бердж, Джон
Джон Грэхэм Бердж (англ. Jon Graham Burge; 20 декабря 1947, Чикаго, штат Иллинойс — 19 сентября 2018, Аполло-Бич, штат Флорида) — полицейский департамента полиции Чикаго, коммандер, получивший общенациональную известность благодаря применению пыток к чернокожим правонарушителям. В период с 1972 года по 1991 год, под его руководством на почве расовой ненависти были подвергнуты пыткам более 200 арестованных афроамериканцев с целью получения признания в совершении преступлений, большинство из которых были впоследствии осуждены к длительным срокам заключения. В 2006 году после четырехлетнего расследования его вина была доказана, однако из-за истечения срока давности уголовного наказания он не понес. Деятельность Джона Берджа имела фатальные последствия для администрации города Чикаго и способствовала изменениям в законодательстве штата Иллинойс. Четверо из жертв Берджа в результате принуждения к признанию были приговорены к смертной казни, чьи приговоры после его разоблачения  были признаны судебной ошибкой. В связи с выявлением многочисленных судебных ошибок в деле осуждения его жертв, в 2000 году в штате Иллинойс был введен мораторий на исполнение смертных приговоров, а в 2011 году смертная казнь в штате Иллинойс была отменена. В качестве судебных издержек, а также денежных компенсаций — жертвам Берджа за годы, проведенные в заключении по ошибке, администрацией города Чикаго было впоследствии выплачено более 131 миллиона долларов. 
Разоблачение Берджа и выявление факта многолетних истязаний с пытками вызвали общественный резонанс и породили в дальнейшем теорию заговора, согласно которой тогдашний окружной прокурор округа Кук Ричард М. Дэйли, превышая свои должностные полномочия всячески воспрепятствовал расследованию дела о жестоком обращении в отношении чернокожих арестантов в целях политической целесообразности, став впоследствии мэром Чикаго

## Ранние годы
Джон Грэхэм Бердж родился 20 декабря 1947 года в городе Чикаго, в семье Флойда и Этель Бердж. Был вторым ребенком в семье из двух детей. Оба родителя Джона были высококультурными людьми и вели законопослушный образ жизни. Его отец Флойд Бердж был сыном норвежского эмигранта, на момент рождения сына работал в телефонной компании. Мать Джона  работала в индустрии высокой моды. В 1950-х она работала художником-модельером и журналистом в газете «Chicago Daily News», где вела модную рубрику. Джон посещал школу «Bowen High School», которую окончил в 1965 году. Он хорошо учился в школе и посещал Конгрегациональную церковь. В школьные годы он сотрудничал с должностными лицами пожарной охраны школы и принимал участие в обеспечении условий пожарной безопасности в учебном заведении. Наряду с обычной учебой, Джон в старших классах решил пройти базовую военную подготовку, для чего записался в «Корпус подготовки офицеров запаса», который в те годы базировался в учебных заведениях США, с целью подготовки офицеров Вооруженных сил США. Помимо занятий по физической подготовке и мероприятий по организационной и воспитательной работ, Джон приобрел навыки стрельбы из пистолета и винтовки. На этом поприще он достиг определенных успехов, благодаря чему в начале 1965 года о нем было опубликовано несколько заметок в газете «Daily Calumet». После окончания школы, Джон Бердж поступил в «Миссурийский университет» и переехал в город Колумбия, штат Миссури. Однако он быстро потерял интерес к учебе и бросил занятия в университете после окончания первого семестра.
В начале 1966 года Бердж вернулся к родителям в Чикаго и нашел работу продавца в супермаркете. В августе того же года он стал свидетелем того, как участники одного из маршей в защиту прав афроамериканцев, организованного Мартином Лютером Кингом - были подвергнуты нападению белыми националистами и забросаны камнями, фруктами и другими подручными материалами. В конце 1966 года после эскалации вооруженного конфликта во Вьетнаме и массовых потерь среди американских военнослужащих, Джон завербовался в армию США.

## Военная карьера
Бердж был зачислен в «Корпус военной полиции» и вскоре начал нести военную службу на базе Форт-Кэмпбелл в штате Кентукки. Вскоре он был направлен для дальнейшего несения службы на военную базу Форт-МакКлеллан, штат Алабама, где в течение 4 недель он обучался в школе военной полиции. С конца 1967 года по июнь 1968 года Джон проходил службу на территории Кореи, где заслужил репутацию образцового пехотинца и несколько благодарственных писем за службу Отечеству, вследствие чего получил звание сержанта. В июне 1968 года, в разгар антивоенных демонстраций в США, Бердж вызвался добровольцем для отправки на войну во Вьетнам, куда прибыл в ноябре того же года. Он проходил службу в 9-й роте военной полиции 9-й пехотной дивизии на военной базе «Донг Там», которая располагалась в 50 милях от Сайгона. Во время войны 9-я пехотная дивизия контролировала довольно обширный регион, где находилось около 1600 деревень и сложная разветвленная сеть рек и каналов. Вследствие этого военная полиция привлекалась к регулированию движения в зоне боевых действий; охране колонн, транспортных магистралей и мостов; поиску и ликвидации подземных ходов сообщения противника; контролю над перемещением беженцев и интернированных лиц и непосредственному участию в оборонительных боях.
Как минимум дважды Джон Бердж рисковал собственной жизнью. В первом случае, он находясь под минометным вражеским обстрелом вытащил из-под огня 12 раненых сослуживцев и оказал им первую медицинскую помощь. Во втором случае, Бердж во время одного из оборонительных боев, получил осколочное ранение, но продолжал вести огонь и удерживать позицию, после чего также эвакуировал из-под огня несколько раненых солдат, за что впоследствии был награжден военными наградами «Бронзовая звезда», «Крест «За храбрость» и «Пурпурное сердце».
После объявления Ричардом Никсоном о полномасштабном выводе войск из Вьетнама, в августе 1969 года Бердж был демобилизован и вернулся в Чикаго, где нашел работу на автозаправочной станции. Вследствие антивоенных настроений в обществе и расцвета движения хиппи, в этот период он столкнулся с проявлением процесса деклассирования белых американцев во многих районах Чикаго и постепенным замещением их представителями цветных меньшинств, имеющих низкий социальный статус и уровень образования. В конце 1969 года Бердж несколько раз подвергся нападению со стороны афроамериканцев и столкнулся с общественным осуждением из-за своего участия в военных действиях в период несения военной службы. Вследствие ухудшения жилищных и социальных условий, Бердж и его родители в начале 1970-х были вынуждены сменить место жительства и переехать в другой район города.. Заинтересовавшись работой в правоохранительных органах, Джон подал заявление о приеме на работу в департамент полиции Чикаго.

## Карьера в департаменте полиции Чикаго
Джон Бердж стал офицером полиции в марте 1970 года и почти сразу зарекомендовал себя с положительной стороны. Впервые он отличился 26 января 1972 года. Будучи при исполнении, явившись на вызов, он в ходе борьбы с 22-летней девушкой, проявлявшей признаки психического расстройства, предотвратил ее самоубийство. За это он впервые был представлен к награде и получил повышение по службе. Весной того же года он получил звание детектива и был назначен в отдел по расследованию ограблений. В 1977 году он получил звание сержанта. В 1980 году Бердж снова отличился. Будучи при неисполнении служебных обязанностей, он стал свидетелем ограбления магазина тремя афроамериканцами, которые после совершения преступления попытались скрыться на автомобиле. Догнав автомобиль преступников, Джон рискуя собственной жизнь вступил в противоборство с ними, в ходе которого ему удалось обезвредить их и произвести арест. За проявленное мужество, он позже был представлен к очередной награде, получил звание лейтенанта и назначен на должность начальника отдела по расследованию насильственных преступлений в юго-восточных районах города Чикаго.
В начале 1982 года в юго-восточных районах Чикаго были убиты четверо сотрудников полиции. Департаментом полиции Чикаго была организована крупнейшая за 10 лет поисковая операция. За информацию о подозреваемых была объявлена награда размером в 10 000 долларов. Мэр города Джейн Бирн позже выделил в качестве награды дополнительные 50 000 долларов. Общественные организации начали сбор средств с целью оснащения бронежилетами всех сотрудников правоохранительных органов Чикаго. Ввиду большого скопления представителей правоохранительных органов в кварталах, населенными цветными меньшинствами - участились случаи превышения должностных полномочий полицейских по отношению к афроамериканцам, что в свою очередь привело к столкновениям их с представителями правоохранительных органов и белыми. В результате полицейской операции на улицах Чикаго были задержаны и подверглись допросу несколько сотен  афроамериканцев, что вызвало негодование чернокожей общественности. Представители «Американского союза защиты гражданских свобод» назвали эту акцию проявлением расовой дискриминации и грубым нарушением конституционных прав чернокожих в городе. Представители «Национальной ассоциации содействия прогрессу цветного населения» и других движений за гражданские права чернокожих заявили о случаях превышения должностных полномочий некоторых офицеров полиции и совершения правонарушений из-за расистских побуждений, в результате чего несколько человек попали в больницы с травмами.
Джон Бердж вел расследование убийств двух офицеров полиции, 34-летнего Уильяма Фэйи и 33-летнего Ричарда Обрайена. 14 февраля того же года после сообщения информатора о идентификации автомобиля подозреваемых, Бердж обнаружил их местонахождение и возглавил операцию по их аресту, арест одного из которых он произвел впоследствии лично, снова рискуя жизнью. Арестованными оказались Эндрю Уилсон и его брат Джеки. После ареста, братья были доставлены в полицейский участок, где в ходе 15-часового допроса они признались в совершении убийств и были этапированы в окружную тюрьму округа Кук, где вскоре Эндрю Уилсон потерял сознание. В ходе медицинского осмотра, у Уилсона были выявлены более 15 телесных повреждений, включая следы от ожогов. Состояние Уилсона ухудшилось, после чего он был доставлен в больницу, где с ним связался известный борец за права граждан Дэйл Ковентри. Задокументировав травмы Уилсона и его показания, Ковентри обратился к шефу Полиции Чикаго и окружному прокурору округа Кук Ричарду М. Дэйли с требованием провести расследование по поводу неправомерных действий полиции по отношению к задержанному. Уилсон заявил, что во время допроса был подвергнут пытке электрошокером, пытке удушением с помощью полиэтиленового пакета, прижиганием с помощью сигаретных окурков и радиатора, а также был избит 10 сотрудниками правоохранительных органов под руководством Джона Берджа, который согласно его показаниям также принимал в истязаниях непосредственное участие. Однако Ричард Дэйли отказался проводить расследование, благодаря чему Джону Берджу никаких обвинений предъявлено не было, благодаря чему В 1983 году Эндрю Уилсон несмотря на то, что во время суда под присягой повторил свои показания о пытках, был признан виновным и получил в качестве наказания смертную казнь, в то время как его брат Джеки получил в качестве наказания пожизненное лишение свободы
В 1986 году Джон Бердж получил звание коммандера и стал начальником отдела по расследованию террористических актов, взрывов и пожаров. В 1987 году Эндрю Уилсон подал апелляцию на свой приговор, которая была удовлетворена. К тому времени в период с 1981 по 1988 год около 55 осужденных также заявили о том, что в процессе допроса были подвергнуты пыткам Джоном Берджем и его подчиненными с целью самооговора. На основании этого смертный приговор Уилсону был отменен. В ходе нового судебного разбирательства суду были продемонстрированы фотографии травм Уилсона после того как он подвергся пыткам. Несмотря на то, что факт принудительной дачи заведомо ложных показаний подозреваемого был практически доказан, Уилсон не смог предоставить алиби на день совершения убийств. Кроме того его репутация была подорвана доказательствами совершения ряда ограблений и проникновений со взломом, которые он совершил за несколько дней до убийства офицеров полиции. В конечном итоге В 1988 году он был  снова признан виновным и получил в качестве наказания пожизненное лишение свободы. В 1989 году Уилсон предъявил Берджу и еще четырем полицейским гражданский иск на возмещение морального вреда в размере 10 миллионов долларов.
Отбор присяжных для  процесса начался 15 февраля 1989 года. Первоначальное жюри из шести человек  состояло из двух женщин и четырех мужчин. По этнической принадлежности оно состояло из трех афроамериканцев, одного латиноамериканца и двух белых. Адвокаты Уилсона предоставили суду доказательства, согласно которым Джон Бердж в процессе пыток использовал устройство для пыток, разработанное с использованием деталей из старомодного кривошипного телефона, электрогенератор которого последовательно соединен с двумя сухими батарейками для нанесения удара током. Устройство получило название «Телефон Таккера» и по неподтвержденным данным применялось американскими военнослужащими для истязаний военнопленных солдат Вьетконга в период войны во Вьетнаме. Джон Бердж и четверо других ответчиков отвергли все обвинения и заявили о своей невиновности.
В конце марта против ряда обвиняемых обвинения были сняты после ряда противоречий и путаний в показаниях Уилсона и свидетелей защиты. В качестве свидетеля защиты выступил Мелвин Джонс, который заявил суду что также подвергся пыткам со стороны Берджа за несколько дней до ареста Уилсона. Джонс выступал в качестве свидетеля защиты на судебном процессе Уилсона в 1983 году и стенограмма его тогдашних показаний была продемонстрирована на этом судебном процессе. В то же время газета «Чикагский Адвокат» опубликовала статью содержащую фотографии травм Уилсона и некоторые сведения о ходе судебного разбирательства, благодаря чему появились подозрения в том, что защита Уилсона сотрудничает с прессой и из-за степени огласки Джон Бердж не получит справедливого суда. Судья Брайан Дафф начал предвзято относится к Уилсону и его адвокатам, вследствие чего они подали ходатайство с требованием о его замене. Ходатайство рассматривалось коллегией из 9 судей, входящих в состав Верховного Суда США и было отклонено 30 апреля 1989 года. Брайан Дафф остался при своей должности, но судебное разбирательство было прервано до июня того же года. С возобновлением судебного разбирательства, в суд были предоставлены новые данные о пытках, которые предпринимал Джон Бердж в отношении других арестованных. Отбывающие наказание в разных пенитенциарных учреждениях осужденные Энтони Холмс, Майкл Джонсон, Уилли Порх, Джордж Пауэлл, Лоуренс Пори, Грегори Бэнкс и Даррелл Кэннон заявили о том, что также в разные годы подвергались пыткам с использованием средств для удушения, электрошокеров и «телефонов Такера», причем самое раннее свидетельство поступило от Энтони Холмса, который утверждал что пытки в отношении его Джон Бердж совершил еще в 1973-м году, За арест Холмса и получение от него признания в совершении преступления Бердж в свое время был награждён. Несмотря на то, что данные о количестве заключенных, подвергавшихся пыткам имели весьма косвенное отношение к этому судебному процессу, руководствуясь правилами и положениями «Судебного делопроизводства США» Брайан Дафф  признал, что обвинения в адрес Джона Берджа чрезвычайно серьезны и в конечном итоге он проинформировал генерального прокурора США и руководство ФБР  с требованием провести федеральное расследование. 19 августа того же года судебный процесс подошел к концу. Председатель жюри заявил что на протяжении судебного процесса  было доказано, что в феврале 1982 года в Чикаго сотрудники правоохранительных органов злоупотребляли своей властью по отношению к афроамериканцам, но Уилсон получил свои травмы не в рамках этой политики, так как жестокое обращение подразумевало под собой такие действия, которые не оставляли бы следов. Жюри присяжных заседателей не исключили версию о том, что Уилсон сам подверг себя истязаниям для привлечения внимания общественности к полицейскому произволу, на основании чего вынесло вердикт о невиновности Джона Берджа и его коллег.
После суда из-за огласки в СМИ различные общественные организации и политические активисты потребовали провести расследование и привлечь Джона Берджа к дисциплинарным взысканиям. В преддверии выборов мэра Чикаго, чернокожий кандидат от демократической партии Дэнни К. Дэвис обвинил действующего мэра Ричарда М. Дэйли, бывшего окружного прокурора округа Кук в бездействии и в преступном сговоре с представителями Департамента Полиции Чикаго, которые всячески препятствуют расследованию. В 1991 году под давлением общественности и организации Amnesty International, Ричард М. Дэйли следуя принципам политической целесообразности в 1991 году был вынужден обратиться к федеральным властям с требованием санкционировать расследование. Помимо этого, в октябре того же года гражданский иск на возмещение морального вреда в размере 16 миллионов долларов подал Грегори Бэнкс, который заявил что в 1983 году также подвергся пыткам со стороны четырех детективов при непосредственном руководстве Джона Берджа. В иске были описаны еще  23 подобных инцидента, в ходе которых подозреваемые, в основном чернокожие и латиноамериканцы были подвергнуты пыткам для получения признания вины в период с 1972 по 1985 год.
Результаты расследования не были обнародованы, в связи с чем Шеф Полиции Чикаго Лерой Мартин в октябре 1991 года объявил о том, что в течение 30 дней обвинения против Берджа и результаты расследования будут изучены и будет назначена дисциплинарная комиссия, сам Джон Бердж в этот период был временно отстранен от занимаемой должности. В ноябре того же года Лерой Мартин объявил о назначении дисциплинарной комиссии и дисциплинарного слушания для определения преимущественного права оставления на службе Джона Берджа и двух его подчиненных. Джон Бердж подал исковое заявление о восстановлении в должности и о запрете дисциплинарных слушаний, ссылаясь на тот факт что с момента его отстранения прошло более 30 дней и его невиновность в совершении насильственных действий по отношению к Эндрю Уилсону была неоднократна доказана на предыдущих судебных процессах, но его иск был отклонен. Дисциплинарные слушания начались в феврале 1992 года и продлились пять недель,  в течение которых члены дисциплинарной комиссии ознакомились с 5000 страницами показаний свидетелей обвинения, а также выслушали показания Эндрю Уилсона, Мелвина Джонса и Шейда Амина, который заявил что Джон Бердж в ноябре 1985 года после его ареста в качестве пытки принудил его играть в русскую рулетку. Самым убедительным фактом виновности полицейских в нанесении увечий стали следы ожогов на бедре Уилсона, подтверждающие его показания о том, что во время допроса он был приковал наручниками к радиатору. На основании этого Джон Бердж был признан виновным в совершении дисциплинарных проступков и был уволен в феврале 1993 года, став самым высокопоставленным сотрудником правоохранительных органов Чикаго, уволенных за последние 20 лет. Часть экспертов, посчитала что Бердж стал жертвой политической целесообразности с целью успокоить общественность во избежание протестов за права человека и против расизма.

## Последствия
После увольнения, Джон Бердж оформил пенсию, покинул Чикаго и переехал в город Аполло-Бич, штат Флорида, где купил дом на побережье стоимостью 154 000 долларов, моторную лодку и занялся рыболовным бизнесом
В этот период, после вердикта о виновности Джона Берджа, десятки осужденных, отбывающих наказание за совершение преступлений сопряженных с насилием, стали подавать гражданские иски с требованием возместить моральный вред, утверждая что в разные годы также стали жертвами пыток со стороны Берджа. В 1993 году против администрации города Чикаго был подан еще один гражданский иск Кэролин Уиггинс о взыскании денежной суммы в качестве компенсации морального вреда, который был нанесён её 15-летнему сыну Маркусу Уиггинсу. Уиггинс был арестован 25 сентября 1991 года по подозрению в убийстве 16-летнего подростка, и после ареста был подвергнут пыткам с помощью электрического тока Джоном Берджем и его подчиненными. Несмотря на то что впоследствии обвинения с него были сняты и он был освобожден, за последующие два года Уиггинс стал демонстрировать признаки посттравматического стрессового расстройства. В отличие от иска Уилсона, иска Уиггинса был удовлетворен и в августе 1996 года ему было в качестве компенсации выплачено 96 000 долларов. В это же время был урегулирован иск Грегори Бэнкса, ему было выплачено в качестве компенсации 92 000 долларов, после чего аналогичный иск был подан его сообщником Дэвидом Бейтсом, который также утверждал что осенью 1983 года после ареста, в отношении его подчиненными Джона Берджа были применены пытки. В 1995 году Бейтс был освобожден и его иск был впоследствии урегулирован за 66 000 долларов. После этого высокопоставленные сотрудники правоохранительных органов заявили, что, чтобы укрепить уверенность в надежности признательных показаний и избежать судебных ошибок, они перейдут к видеозаписи признаний в расследованиях убийств. В 1998 году политические и гражданские активисты, юристы и представители различных правозащитных организаций выступили с призывом отсрочить исполнение смертной казни Аарону Патерсону, осуждение которого также основывалось на его признании, полученным согласно его заявлению с помощью пыток, которые применили Джон Бердж и его команда детективов в мае 1986 года, на основании чего Паттерсон впоследствии был признан виновным и получил в качестве наказания смертную казнь.
В 1999 году еще 9 приговоренных к смертной казни заявили, что подверглись пыткам и истязаниям, к которым имел отношение Джон Бердж. Их адвокаты начали требовать пересмотра их приговоров и признать их осуждение судебными ошибками. Несколько политиков, в том числе конгрессмен Бобби Раш также обратились к окружному прокурору округа Кук Ричард Девину с просьбой пересмотреть приговоры заключенным. Кроме этого был выявлен очередной факт преступного сговора после того как общественности стало известно о том что Томас Нидхем, советник и административный помощник тогдашнего шефа Полиции Терри Хилларда совместно с самим Хиллардом пытался  скрыть доказательства участия Джона Берджа, офицеров полиции и детективов  бывших в его подчинении в пытках путем опрокидывания отчетов и  выводов расследования, проведенного в 1991 году. Такая попытка уйти от уголовной и административной ответственности вызвала волну возмущения в городе и привела к массовым протестам, вследствие чего в июле 1998 года противниками применения смертной казни перед воротами тюрьмы «Pontiac Correctional Center» был организован митинг в честь 34-го дня рождения Аарона Паттерсона.
После пересмотров более 300 приговоров, было выявлено что как в минимум 46 случаях вынесения смертных приговоров, обвинение базировалось на признательных показаниях осужденных и сведениях свидетелей обвинения, вызывающих сомнение в достоверности. Кроме того, как минимум в 36 случаях адвокаты чернокожих обвиняемых выполняли свои обязанности ненадлежащим способом. В 1999 году за два дня до исполнения смертного приговора Верховный Суд штата Иллинойс постановил провести тест на определение коэффициента умственного развития 44-летнего Энтони Портера, который отбывал наказание в виде смертной казни за убийство двух подростков в 1982 году. Несмотря на то, что у полиции были доказательства причастности к совершению других подозреваемых, а доказательств причастности к совершению преступлений Портера найдено не было, Портер был арестован и после допроса, находясь под давлением, оговорил себя. На основании этого он был осуждён, хотя во время суда он демонстрировал признаки умственной отсталости. В 1999 году в результате тестов у  него был выявлен порог коэффициента интеллекта в 51 бал, что соответствовало тяжелой форме умственной отсталости, после чего его приговор был отменен и он вышел на свободу. Ссылаясь на эти факты, в январе 2000 года губернатор штата Иллинойс Джордж Райан после казни Эндрю Кокоралеиса ввел мораторий на вынесение и исполнение смертных приговоров из-за большого количества судебных ошибок в отношении приговорённых к смертной казни.
В январе 2003 года, всего за два дня до истечения своих полномочий на посту губернатора, Джордж Райан своим указом заменил смертные приговоры 167 заключенным на наказание в виде пожизненного лишения свободы и помиловал Аарона Патерсона, Мэдисон Хобли, Лероя Ориндж и Стэнли Ховарда, которые провели в камерах смертников более 15 лет. Несмотря на то, что Райан заявил что после нескольких месяцев интенсивного лоббирования противниками и сторонниками смертной казни и исчерпывающего рассмотрения материалов дела пришел к выводу о неспособности реформирования судебной системы, его решение о помилование вызвало негодование родственников жертв осужденных и высокопоставленных сотрудников Департамента Полиции Чикаго. Все четверо помилованных летом того же года подали гражданские иски против  Департамента полиции, прокуратуры округа Кук, Джона Берджа, шестерых детективов и двух бывших шефов полиции Чикаго Лероя Мартина и Терри Хилларда, требуя в качестве материальной компенсации более 30 миллионов долларов.
В 2004 году Джона Бердж получил повестку в суд и впервые за 10 лет вернулся в Чикаго для того чтобы дать показания по многочисленных гражданским искам. В сентябре того же года Берджа обязали явиться в суд для дачи показаний по делу условно-досрочного освобождения Даррелла Кэннона, который за исключением нескольких месяцев в 1983 году, находился в тюремном заключении с 1971 года. Осужденный в 1984 году за убийство, совершенное в октябре 1983 года, все последующие годы Кэннон заявлял что признание в совершении убийства он сделал вследствие перенесенных пыток, которым он подвергся со стороны детективов Питера Дигнана, Чарльза Грюнхарда, Дэниела Маквини, Питера Боско, сержанта Джона Бирна при непосредственном руководстве Джона Берджа. Несмотря на то, что на судебном процессе Кэннон отказался от своих признаний и подавал жалобы во все вышестоящие инстанции, его жалобы были признаны неубедительными и он был признан виновным, получив в качестве наказания пожизненное лишение свободы. На основании вердикта Верховного суда штата Иллинойс по делу Аарона Паттерсона его адвокаты в начале 2000-х подали апелляцию. Для того чтобы избежать финансовых затрат при выплате денежной компенсации за ошибочное осуждение, администрация Чикаго в содействии с прокуратурой округа Кук незадолго до того, как в суде должны были заслушать  показания о пытках, в январе 2001 года заключила судебную сделку с Дарреллом Кэнноном, в соответствии с которой он сделал «признание Элфорда», которое получило распространение при рассмотрении уголовных дел, признанными судебными ошибками. В данном случае Кэннон не получал никакой компенсации и юридической реабилитации, но имел возможность выйти на свободу прямо из зала суда после совершения признания. Так как на тот момент он находился в заключении уже более 30 лет, Даррелл Кэннон признал себя виновным и отказался от показаний в обмен на досрочное освобождение в августе 2004 года. Слушания по условно-досрочному освобождению начались в конце августа 2004 года. Появившись на слушаниях, Джон Бердж отказался давать показания, во время 48-минутного опроса он не ответил ни на один вопрос, 154 раза сославшись на пятую поправку к Конституции США.
В этот период представители различных организаций ссылаясь на некомпетентность прокуратуры округа Кук подали ходатайство в прокуратуру штата Иллинойс с требованием провести расследование преступлений Джона Берджа с последующим возбуждением уголовного дела и привлечением его к уголовной ответственности. Ходатайство было удовлетворено. Так как тогдашний окружной прокурор округа Кук Ричард Девин представлял защиту Джона Берджа в предыдущих судебных процессах и был уличен в конфликте интересов, а 51 судья из 60 действовавших на тот момент в округе Кук на момент совершения преступлений Джоном Берджем были сотрудниками правоохранительных органов и были осведомлены о правонарушениях в отношении афроамериканцев, прокуратура округа Кук была отстранена в участии расследования. В ходе 4-летнего расследования, стоимостью 7 000 000 долларов, следствие изучило 148 уголовных дел и ознакомились с показаниями более 700 человек, после чего в июле 2006 года вынесло вердикт, что пытки имели место как минимум в половине рассмотренных дел. Отчёты расследования были переданы в офис генерального прокурора США Патрика Фитцджеральда, однако он отказался возбуждать уголовное дело против Джона Берджа, заявив что срок давности запрещает любые судебные преследования виновных, хотя и отметил что по состоянию на 2006 год доказательства преступного сговора с участием высших должностных лиц города Чикаго, полицейского управления Чикаго и прокуратуры округа Кук существуют неопровержимые, в связи с чем обвинения в сокрытии как самих преступников, так и всевозможных улик, которые могли бы способствовать следствию, были предъявлены также мэру Чикаго Ричарду М. Дэйли, которого призвали к ответственности за свои действия во время занятия должности окружного прокурора округа Кук, однако Дэйли свою вину не признал
В декабре 2007 года был удовлетворён гражданский иск Аарона Патерсона, Мэдисона Хобли, Лероя Оринджа и Стэнли Ховарда. На основании вердикта о виновности Джона Берджа и его подчинённых, администрация города выплатила бывшим обитателям камеры смертников почти 20 миллионов долларов в качестве материальной компенсации, но к тому времени Патерсон снова находился в тюрьме, получив в августе 2007 года наказание в виде 30 лет лишения свободы по обвинению в торговле наркотическими средствами и оружием а Стэнли Ховард продолжал отбывать наказание в тюремном учреждении по другим обвинениям, благодаря чему ряд полицейских чиновников выступили в защиту Берджа, заявив что большинство из афроамериканских осуждённых, заявившие о пытках, вели криминальный образ жизни и неоднократно до знакомства с Джоном Берджем привлекались к уголовной ответственности, ссылаясь на факт того, что Патерсон до 1986 года три раза привлекался к уголовной ответственности по обвинению в нападении.

## Арест
19 мая 2006 года Комитет против пыток, действующий под эгидой Организации Объединённых Наций, осуществляющий надзор за исполнением Конвенции против пыток пришел к выводу, что правительство Соединенных Штатов и города Чикаго нарушили Конвенцию против пыток и не предприняли никаких действий для решения этих вопросов или привлечения к ответственности виновных. Только после очередного расследования, проведенного должностным лицом ООН, начался процесс судебного преследования экс-начальника полиции. Так как срок исковой давности истек на правонарушения в отношении нескольких десятков афроамериканцев, которые подвергались пыткам и привлечение Джона Берджа к уголовной ответственности стало невозможным, выводы расследования в 2006 году юридически обрели форму доказательства противоправных осуждений, на основании чего 21 октября 2008 года Джон Бердж был арестован в Аполло-Бич по обвинению в лжесвидетельстве и препятствовании судебному разбирательству, которые он совершил, дав ложные показания на судебном процессе по рассмотрению гражданского иска Мэдисона Хобли в 2003 году. Он был доставлен в суд, где ему были предъявлены обвинения. Бердж не признал себя виновным ни по одному пункту обвинения и был освобожден из-под стражи, заплатив в качестве залога 250 000 долларов на период утверждения обвинительного заключения и передачи уголовного дела в суд. Судебный процесс назначен был на май 2009 года
. 29 апреля адвокаты Джона Берджа подали ходатайство об изменении места проведения судебного процесса.  Бердж и его адвокаты справедливо отметили, что в связи с популяризацией его имени маловероятно, что бывший коммандер сможет получить справедливый суд. Адвокаты бывшего полицейского заявили, что в последние годы  вышли более 1 300 газетных статей, упоминающих его имя между 1986 годом и мартом 2009 года. Особо отличились в этом плане журналисты газеты «Chicago Sun-Times», которые в 2007 году написали объемную многостраничную статью под названием «Худший Чикагский полицейский» (Worst Chicago Cop)
В результате ходатайство было удовлетворено, место проведения процесса было перенесено из Чикаго в федеральный суд города Тампа в штате Флорида, а дата начала процесса была перенесена на 29 октября 2009 года. Список бывших жертв Берджа между тем продолжался пополняться. 7 июля 2009 года Генеральный прокурор штата Иллинойс Лиза Мэдиган в судебном порядке ходатайствовала о снятии  обвинительных приговоров с двух чернокожих мужчин Рональда Китчена и Марвина Ривза, которые отбывали наказание в виде пожизненного лишения свободы по обвинению в убийстве двух женщин и трех детей, совершенных в июле 1988 года в южных районах Чикаго. Благодаря информации полицейского осведомителя, Китчен и Ривз были арестованы и после пыток и истязательств, которые продолжались 16 часов, признали себя виновными. Согласно заявлению Китчена, в пытках принимали участие непосредственно Джон Бердж и его подчиненные Майкл Килл, Томас Байрон и Джон Смит. В последующие годы Ривз и Китчен регулярно подавали апелляции, но только лишь после 2003 года по мере появления новых свидетельств и доказательств вины Джона Берджа, представители офиса генерального прокурора США подвели итог в расследовании их уголовного дела. 7 июля 2009 года все обвинения против Рональда Китчена и Ривза были отклонены и через шесть недель они оба вышли на свободу, проведя в тюрьме 21 год. В сентябре того же года Бердж снова подал ходатайство о перенесении даты открытия судебного процесса из-за проблем со своим здоровьем и госпитализацией, которое было удовлетворено, в связи с чем суд был перенесен на весну 2010 года.

## Суд
В начале 2010 года начался отбор присяжных заседателей по делу Джона Берджа. 80 потенциальных присяжных заседателей получили 29-страничный вопросник для заполнения. Адвокаты должны были до 24 мая рассмотреть вопросники до начала окончательной фазы отбора присяжных. 17 мая была получена дополнительная партия из 90 потенциальных присяжных заседателей. Окончательный состав был составлен 24 мая. Судебный процесс открылся 26 мая. Для своей защиты подсудимый нанял адвоката Уильяма Гэмбони. Уже на первом судебном заседании прокуратурой было заявлено, что т.к. Бердж обвиняется в даче ложных показаний и воспрепятствовании правосудию, якобы лежащем в судебном процессе 2003 года, когда он заявил, что в ходе процесса будут выслушаны показания многих, кто подвергался в разные годы пыткам.  Прокурор также  заявила, что в качестве свидетеля будет вызван бывший полицейский Департамента Полиции Чикаго Майкл МакДермотт, который в 1980-х трудился под руководством подсудимого Берджа. Макдермотт пошел на сделку с правосудием, в обмен на дачу показаний он получил иммунитет от уголовного преследования.  Первым дал показания бывший лидер банды «Black Gangster Disciples» 63-летний Энтони Холмс, который утверждал, что Бердж использовал «телефон Таккера» и пластиковые пакеты, чтобы заставить его признаться в убийстве в 1973-м году. Согласно его показаниям,  29 мая 1973 года Бердж и другие офицеры ворвались в его дом, арестовали и под дулом пистолета отвезли его в полицейский участок где Джон Бердж по словам Холмса использовал революционный метод воздействия на сознание арестованного. В изложении Холмса, после нескольких ударов электрическим током, Бердж душил его  пластиковыми пакетами, пока Энтони не потерял сознание от боли и недостатка кислорода. После того, как Холмс возвращался в сознание, пытки с одинаковыми временными интервалами возобновлялись. Результатом этих действий для Холмса стала дезориентация и спутанность сознания. Холмс признался в убийстве и провёл 10 лет в тюрьме, пока не был условно-досрочно освобожден. Позднее он нарушил условия условно-досрочного освобождения, был возвращён в тюрьму и окончательно освободился  только лишь в 2004 году, проведя в общей сложности в заключении почти 30 лет.
После Холмса были зачитаны показания  Эндрю Уилсона, который умер в 2007 году находясь в заключении, Грегори Бэнкса и ряда других свидетелей, всего же суд принял к сведению показания всего лишь 5 свидетелей. 17 июня на суде появился один из бывших подчиненных Берджа, бывший детектив Майкл Макдермот и рассказал суду и присяжным заседателям историю о том, что в 1985 году  он был свидетелем того, как Бердж принудил подозреваемого в грабеже Шейдеда Мумина играть в русскую рулетку, применив это истязание в форме пытки. В тот же день настал черед для дачи показаний Джона Берджа . В течение шести часов Бердж всячески отрицал свою виновность и категорически отрицал, что когда-либо подвергал пыткам подозреваемых или потворствовал их использованию, заявив, что он никогда не был свидетелем того, как кто-либо из представителей правоохранительных органов злоупотреблял своим полномочиями за 23 года работы в Полиции.
23 июня того же года на последнем судебном заседании были выслушаны заключительные аргументы сторон защиты и обвинения, после чего члены жюри присяжных заседателей удалились на совещание, которое продолжалось 4 дня. В понедельник 28 июня бывший офицер полиции Чикаго, ветеран войны во Вьетнаме был признан виновным. Джон Бердж никак не отреагировал на прочтение обвинительного вердикта. Но несколько адвокатов, которые представляли его жертву Мэдисон Хобли, отпраздновали это решение, обняв друг друга.
28 июня 2010 года вердиктом жюри присяжных Джон Бердж был признан виновным по всем пунктам обвинения. Во время оглашения вердикта Бердж сохранял хладнокровие и никак не отреагировал на вердикт о виновности. После оглашения вердикта его адвокаты заявили о том, что будут добиваться для своего подзащитного условного осуждения с назначением испытательного срока, т.к. у Джона Берджа был обнаружен рак простаты. Вердикт о виновности Берджа вызвал неоднозначную реакцию в обществе. Среди его жертв и сторонников привлечения его к ответственности, весть о его последующем осуждении вызвала ликование, в то время как родственники убитых, за совершение убийств которых отбывали наказание его жертвы — раскритиковали членов жюри присяжных заседателей и всех, у кого новость о виновности бывшего сотрудника правоохранительных органов вызвала восторги подвергли критике степень его вины, заявив что к большинство из тех, кто подвергся пыткам — стали жертвами его подчиненных, в то время как Бердж непосредственного участия в совершении пыток не принимал и виновен был лишь в укрывательстве преступлений по предварительному сговору. Дата оглашения его приговора была назначена на 5 ноября того же года, прокуратура ходатайствовала назначить ему наказание в виде лишения свободы на срок от 30 до 45 лет, но в связи с обострением его проблем со здоровьем и очередной госпитализацией, дата оглашения приговора впоследствии была перенесена на январь 2011 года. В это время у него были выявлены признаки депрессивного синдрома. 21 января 2011 года суд учитывая пожилой возраст виновного, а также ряд других обстоятельств приговорил в итоге Джона Берджа к 4.5 годам лишения свободы. После оглашения приговора, его старший брат, друзья и бывшие сослуживцы дали интервью ряду СМИ и выразили возмущение по поводу его приговора, после чего он был этапирован для отбывания наказания в федеральную тюрьму «Butner Federal Correctional Complex», расположенную в городе Роли, штат Северная Каролина. Во время его тюремного заключения, на свободу вышли еще несколько человек из числа его жертв, в том числе 59-летний Стэнли Райс, который находясь под пытками оговорил себя в соучастии группового изнасилования, совершенного в сентябре 1982 года и отбыл в заключении 31 год, прежде чем его приговор был признан судебной ошибкой. В это же время ряд бывших заключенных выиграли гражданские судебные иски. Майкл Тиллман, проведший в тюрьме 23 года, в июле 2012 года получил в качестве материальной компенсации более 5 миллионов долларов, в то время как Стивену Ривзу и Рональду Китчену были выплачено по 6 миллионов долларов. Всего же к тому времени общая сумма, выплаченная городом жертвам детективного отряда под командованием  Джона Берджа, составила около 85 миллионов долларов.

## Смерть
Джон Бердж вышел на свободу второго октября 2014 года, получив условно-досрочное освобождение, и вернулся в штат Флорида. После освобождения он дал известному чикагскому журналисту Мартину Прейбу интервью, в котором крайне негативно отозвался о тех, кто обвинял его в преступлениях, и об адвокатах осуждённых, приговоры которых в разные годы были признаны судебными ошибками. Последующие годы жизни Бердж проживал в городе Аполло-Бич и испытывал проблемы со здоровьем. 19 сентября 2018 года он умер от осложнений рака простаты. В последующие годы его имя неоднократно появлялось в прессе в связи с новыми судебными инцидентами. в 2019 году  на свободу вышел 57-летний Грегори Нэш, который провёл 37 лет в заключении по обвинению в совершении нескольких преступлений, в том числе в совершении нападения на офицера полиции. Нэш также утверждал, что подвергся пыткам после ареста в 1983 году, причём, согласно его утверждению, Джон Бердж лично принимал участие в этом, в то время как другому заключённому, Джеральду Риду, в освобождении было отказано, и его ходатайство о том, что он дал ложные показания, находясь под давлением детективов из числа подчинённых Джона Берджа, было отклонено в 2020 году, так как следствие смогло доказать его причастность к совершению двойного убийства в 1990 году.